# ژانگنهای
ژانگنهای (به انگلیسی: Zhongnanhai) یک برند سیگار ایجاد شده در چین است؛ که در حال حاضر توسط Bejing Tobacco Corporation تولید می‌شود. این برند در دهه ۱۹۶۰ پایه‌گذاری گردید.